# غونتر رافائيل
غونتر رافائيل (بالألمانية: Günter Raphael)‏ هو ملحن ألماني، ولد في 30 أبريل 1903 في برلين في ألمانيا، وتوفي في 19 أكتوبر 1960 في هرفورد في ألمانيا.

## وصلات خارجية
- غونتر رافائيل على موقع مونزينجر (الألمانية)
- غونتر رافائيل على موقع ميوزك برينز (الإنجليزية)
- غونتر رافائيل على موقع ديسكوغز (الإنجليزية)